# Masquerade 20
Masquerade 20 – film z koncertu zespołu Pendragon w Teatrze Śląskim w Katowicach 18 maja 2016 roku, zagranego z okazji 20-lecia wydania płyty The Masquerade Overture.

## Spis utworów
1. „The Masquerade Overture”
2. „As Good as Gold”
3. „Paintbox”
4. „The Pursuit of Excellence”
5. „Guardian of My Soul”
6. „The Shadow”
7. „Masters of Illusion”
8. „King of the Castle”
9. „Schizo”
10. „Beautiful Soul”
11. „Faces of Light”
12. „Nostradamus”
13. „Explorers of the Infinite”
14. „Come Home Jack”
15. „This Green and Pleasant Land”
16. „Breaking the Spell”
17. „Indigo”

## Skład zespołu
- Nick Barrett – śpiew, gitara
- Clive Nolan – instrumenty klawiszowe, dodatkowy śpiew
- Peter Gee – gitara basowa, gitara, instrumenty klawiszowe, dodatkowy śpiew
- Jan-Vincent Velazco – instrumenty perkusyjne
- Christina Booth – dodatkowy śpiew
- Verity Smith – dodatkowy śpiew